# Искусство побеждать в спорах
«Иску́сство побежда́ть в спо́рах» (или Эри́стика, или иску́сство побежда́ть в спо́рах) (нем. Eristische Dialektik: Die Kunst, Recht zu Behalten) — саркастический трактат, написанный немецким философом Артуром Шопенгауэром, начатый около 1830 года. В нем рассматривается в общей сложности 34 метода победы над оппонентом в дебатах. Шопенгауэр упоминает, тогда еще неполную, рукопись с первыми девятью «трюками» в 1851 году в своей книге «Parerga und Paralipomena». Хотя он продолжал дополнять и расширять эту рукопись, при его жизни выпущена книга не была.

## Сюжет
Книга разделена на 3 главы:

### Глава I. Эристика
Шопенгауэр начинает свое эссе с идеи о том, что философы сосредоточились на правилах логики, но не занимались вопросами эристической диалектики, а эти понятия, по мнению Шопенгауэра, нужно различать, «Таким образом, по моему мнению, логика и диалектика должны быть отделены друг от друга с большею отчетливостью и очевидностью, чем это сделал Аристотель; логика должна заняться объективной правдой, насколько эта правда может быть формальной, а диалектика должна ограничиться одержанием побед в спорах. Кроме того, не следует отделять диалектику от софистики и эристики, как это делает Аристотель, ибо это различие основано на объективной, материальной правде, относительно которой мы не можем судить с полной уверенностью прежде времени, но только можем повторить за Пилатом "что такое истина?", ибо: "Правда в колодце(лат. veritas est in puteo)".».

#### Основание всякой диалектики
В этом разделе описывается то, на чем основывается сущность диспута публичного, академического, в судах и обыкновенные разговоры.

### Глава II. Уловки
Уловка 1. Распространение. Необходимо вывести положение противника из естественных, натуральных предлогов, обсуждать его в самом общем и обширном смысле и расширить его как можно больше.
Уловка 2. Воспользоваться созвучностью с целью распространения положения на то, что или ничего, или во всяком случае очень мало имеет общего с предметом, о котором идет речь, кроме идентичности самого слова, потом искусно отразить это и сделать вид, что опровергнуто само положение.
Уловка 3. Утверждение, выставленное только относительно, принимается вообще,  или, по крайней мере, понимается в совершенно ином смысле, и затем в этом именно смысле опровергается.
Уловка 4. Не допускать верных аргументов, предвидя заключение.
Уловка 5. Сделать исподтишка — предвосхищение основания по отношению того, что следует доказать.
Уловка 6. Когда спор ведется серьезно и со всеми формальностями, и один непременно хочет совершенно понять другого, тогда тот, кто поставил тезис и желает его доказать, должен постоянно обращаться к противнику с вопросами, чтобы из его допущений заключить об истине утверждения.
Уловка 7. Стараться раздражать противника, ибо под влиянием гнева он не в состоянии ни следить за собою и высказывать правильные мнения, ни даже заметить свою правоту.
Уловка 8. Задавать вопросы не в том порядке, как того требует заключение, но с перерывами.
Уловка 9. Когда замечаешь, что противник намеренно отвечает отрицанием на вопросы там, где мы могли бы воспользоваться утверждением для нашего положения, надо спрашивать обратное, тому, чего требует положение, как бы желая его утверждения или, по крайней мере, предоставляя ему то и другое на выбор, так чтобы он не замечал, какого утверждения мы добиваемся.
Уловка 10. Когда мы строим индукцию и противник соглашается с отдельными случаями, при которых она может быть поставлена, не следует задавать ему вопроса, соглашается ли он так же с общей истиной, вытекающей из этих случаев, но ввести ее как окончательно признанную, так как иногда и самому противнику может показаться, что он признал ее, и посторонним слушателям, помнящих вопросы об отдельных фактах, которые должны бы были привести к этой цели.
Уловка 11. Если речь идет о таком общем понятии, которое не имеет особого названия, а должно быть обозначено фигурально при помощи сравнений, то мы должны избрать такое сравнение, которое больше всего соответствовало бы нашему утверждению.
Уловка 12. Дабы заставить противника согласиться с тем или другим утверждением, надо поставить прямо противоположное положение и предоставить ему выбор, причем надо выразить это последнее положение так ясно, чтобы противник, избегая обвинения в парадоксальности, принял наш тезис.
Уловка 13. Нечестную штуку устраиваем после нескольких заданных вопросов, на которые противник ответил так тонко, что мы не можем ими воспользоваться для выведения желаемого заключения.
Уловка 14. Если мы поставили парадоксальный тезис и затрудняемся доказать его, тогда предлагаем противнику какой-нибудь другой верный, хотя и не совсем очевидный тезис для того, чтобы почерпнуть из него материал для доказательства.
Уловка 15 При утверждении противника необходимо посмотреть, не противоречит ли оно тем или иным образом хотя бы чему-нибудь, что он доказывал, или с чем он согласился раньше.
Уловка 16. Если противник теснит нас обратным доказательством, мы можем спастись каким-нибудь тонким различием, о котором прежде мы не думали, правда, если только предмет допускает двойное значение или двойной случай.
Уловка 17. Если замечаем, что противник попал на аргументацию, при помощи которой может опровергнуть наше положение, мы, не допуская до этого, должны прервать спор и перескочить или перенести его на другое положение, одним словом устроить "изменение в направлении спора (лат. mutatio controversiae)" или сразу начать с чего-либо совсем другого, как будто оно относится к делу и составляет аргумент против собеседника.
Уловка 18. Если противник желает, чтобы мы прямо возразили против того или другого пункта его тезиса, а мы в данный момент не можем ничего ответить подходящего, то мы должны совершенно обобщить предмет и тогда только начать разбивать его.
Уловка 19. Если замечаем, что противник приводит какой-нибудь фантастический или призрачный аргумент, можем, правда, легко опровергнуть его, разбирая заключающуюся в нем фальшь и фантазию, но чтобы короче и скорее достигнуть желаемого результата, гораздо удобнее ответить таким же ложным и софистическим, прямо противоположным аргументом, так как вся суть не в правде, а единственно в одной только победе.
Уловка 20. Противоречие и запальчивость в споре побуждает только к излишнему преувеличению тезиса.
Уловка 21. Вылавливание заключения. Выводим из тезиса противника при помощи ложных выводов и искажения понятий такие утверждения, которых в тезисе совершенно нет и которые совершенно противоречат взглядам противника.
Уловка 22. Апагогия при помощи инстанции, пример наоборот (лат. exemlum in contrarium). В то время, как введение (лат. inductio) требует много случаев, чтобы поставить общий тезис, апагогия должна поставить только один случай, к которому тезис не подходит и, бывает, опровергнуть.
Уловка 23. Хороший удар противнику зависит от ответного аргумента (лат. retorsio argumenti), то есть, когда аргумент, которым хочет воспользоваться противник, еще лучше может быть употреблен против него самого.
Уловка 24. Если при каком-нибудь приведенном удачно аргументе противник начинает видимо злиться, надо усиленно пользоваться этим аргументом и даже злоупотреблять им, не только по той причине, что он раздражает и дразнит противника, но и потому, что благодаря такому факту мы можем смело вывести заключение, что нечаянно напали на слабую сторону и следовательно легко можем поймать его на чем-нибудь.
Уловка 25. Эту уловку можно употребить особенно в том случае, когда ведется спор между учеными людьми в присутствии неученых слушателей и когда вдруг явится недостаток в аргументах по делу (лат. argumentum ad rem), а даже и человеку (лат. ad hominem). Тогда употребляют аргумент на аудиторию (лат. argumentum ad auditores), то есть дается ответ негодный, но негодность которого может определить только человек, хорошо знакомый с существом дела.
Уловка 26. Вместо того, чтобы приводить всякие доказательства, пользоваться авторитетами, конечно, сообразуясь с знанием противника.
Уловка 27. Когда не знаешь, что отвечать на утверждения противника, то можно с деликатной иронией признаться в своей некомпетентности
Уловка 28. Очень легко можно устранить или по крайней мере сделать подозрительными некоторые выставленные против нас утверждения противника.
Уловка 29. "Может быть, это справедливо в теории, но на практике совершенно ложно."
Уловка 30. Когда противник не дает никакого прямого ответа на вопрос или приведенный аргумент, а уклоняется посредством косвенного ответа, или задает в свою очередь вопрос, или каким-нибудь совершенно другим путем, не относящимся к делу, стремясь в то же время перескочить на какую-нибудь другую тему разговора, - то это именно служит лучшим доказательством, что мы коснулись случайно его слабой стороны, иначе, что он умышленно умалчивает об этом.
Уловка 31. Данная уловка, если только ею можно воспользоваться, заменяет собою все остальные. Вместо того, чтобы производить влияние на ум противника основаниями, надо при помощи мотивов действовать на волю противника и слушателей.
Уловка 32. Озадачить и сбить противника с толку бессмысленным набором слов и фраз. Эта уловка основывается на том, что "люди, если что-нибудь слышат, привыкли думать, будто под фразами скрывается какая-нибудь мысль".
Уловка 33. (Эту уловку надо употреблять одной из первых). Когда противник на самом деле прав, но на счастие приводит плохие доказательства, легко бывает опровергнуть это доказательство и приписать это опровержение опровержению всего тезиса.
Последняя уловка. Когда замечаешь, что перед тобою более сильный противник, придирайся к нему при первом удобном случае, будь с ним груб и двуличен.

### Глава III. Добавление
В главе рассказывается о значении логики и редкости ума.